# Wielka woda (serial telewizyjny)
Wielka woda – polski serial katastroficzny z 2022 roku w reżyserii Jana Holoubka i Bartłomieja Ignaciuka na podstawie scenariusza Kaspra Bajona i Kingi Krzemińskiej, wyprodukowany przez Netflix i Telemark. Pomysłodawczynią i producentką serialu jest Anna Kępińska. Serial został udostępniony na platformie Netflix 5 października 2022.

## Opis fabuły
Akcja serialu rozgrywa się w lipcu 1997 roku, kiedy to do Wrocławia zbliża się wielka fala powodziowa. Produkcja jest inspirowana powodzią tysiąclecia z 1997 roku, która dotknęła zarówno stolicę Dolnego Śląska, jak i okolice.
Hydrolożka Jaśmina Tremer (Agnieszka Żulewska) powraca po latach do Wrocławia, aby brać udział w pracach sztabu kryzysowego. Na miejscu współpracuje z przyjacielem z dawnych lat, wicewojewodą Jakubem Marczakiem (Tomasz Schuchardt). Bohaterowie w obliczu niebezpieczeństwa muszą zmierzyć się z niekompetencją urzędników, a także z własną przeszłością.
Poza Wrocławiem, okoliczne miejscowości pojawiające się w serialu są w większości fikcyjne. Serialowa wieś pod Wrocławiem – Kęty – w rzeczywistości nie istnieje i reprezentuje ona różne wsie protestujące przeciw wysadzaniu wałów przeciwpowodziowych, w szczególności Łany. Fikcyjny jest także zbiornik retencyjny w Gierżoniowie, „grany” w serialu przez Jezioro Nyskie.

## Postacie
Niektóre postacie z serialu były inspirowane prawdziwymi osobami. Serialowy prezydent Wrocławia, w serialu Tomasz Kot, był wzorowany na Bogdanie Zdrojewskim, który w czasie powodzi tysiąclecia pełnił funkcję prezydenta miasta. Także postać dziennikarki Ewy, którą zagrała Marta Nieradkiewicz, była inspirowana m.in. Magdą Mołek, która w czasie powodzi pracowała jako reporterka w telewizji dolnośląskiej i relacjonowała powódź tysiąclecia.

## Obsada
- Agnieszka Żulewska jako Jaśmina Tremer
- Tomasz Schuchardt jako Jakub Marczak
- Ireneusz Czop jako Andrzej Rębacz
- Blanka Kot jako Klara Marczak, córka Jakuba
- Anna Dymna jako Lena Tremer, matka Jaśminy
- Jerzy Trela jako Szymon Rębacz, ojciec Andrzeja
- Jacek Beler jako Kalosz
- Klara Bielawka jako Beata Kozarowicz
- Lech Dyblik jako Korzun
- Roman Gancarczyk jako prof. Jan Nowak
- Łukasz Garlicki jako Kulesza
- Tomasz Kot jako prezydent Wrocławia
- Mirosław Kropielnicki jako płk Czacki
- Łukasz Lewandowski jako dr Sławomir Góra
- Leszek Lichota jako wiceminister
- Maria Maj jako Barbara
- Adam Nawojczyk jako wojewoda wrocławski
- Marta Nieradkiewicz jako red. Ewa Rucik
- Katarzyna Pośpiech jako Maja Kruk
- Piotr Rogucki jako por. Marek Rozwałka
- Tomasz Sapryk jako insp. Andrzej Talarek, Komendant Wojewódzki Policji
- Dariusz Toczek jako doc. Piepka
- Piotr Trojan jako Maciej Waligóra
- Grzegorz Warchoł jako Kazimierz
- Paweł Koślik jako szef straży Kolski

Źródło: Filmpolski.pl, Wirtualnemedia.pl.